# 遊び

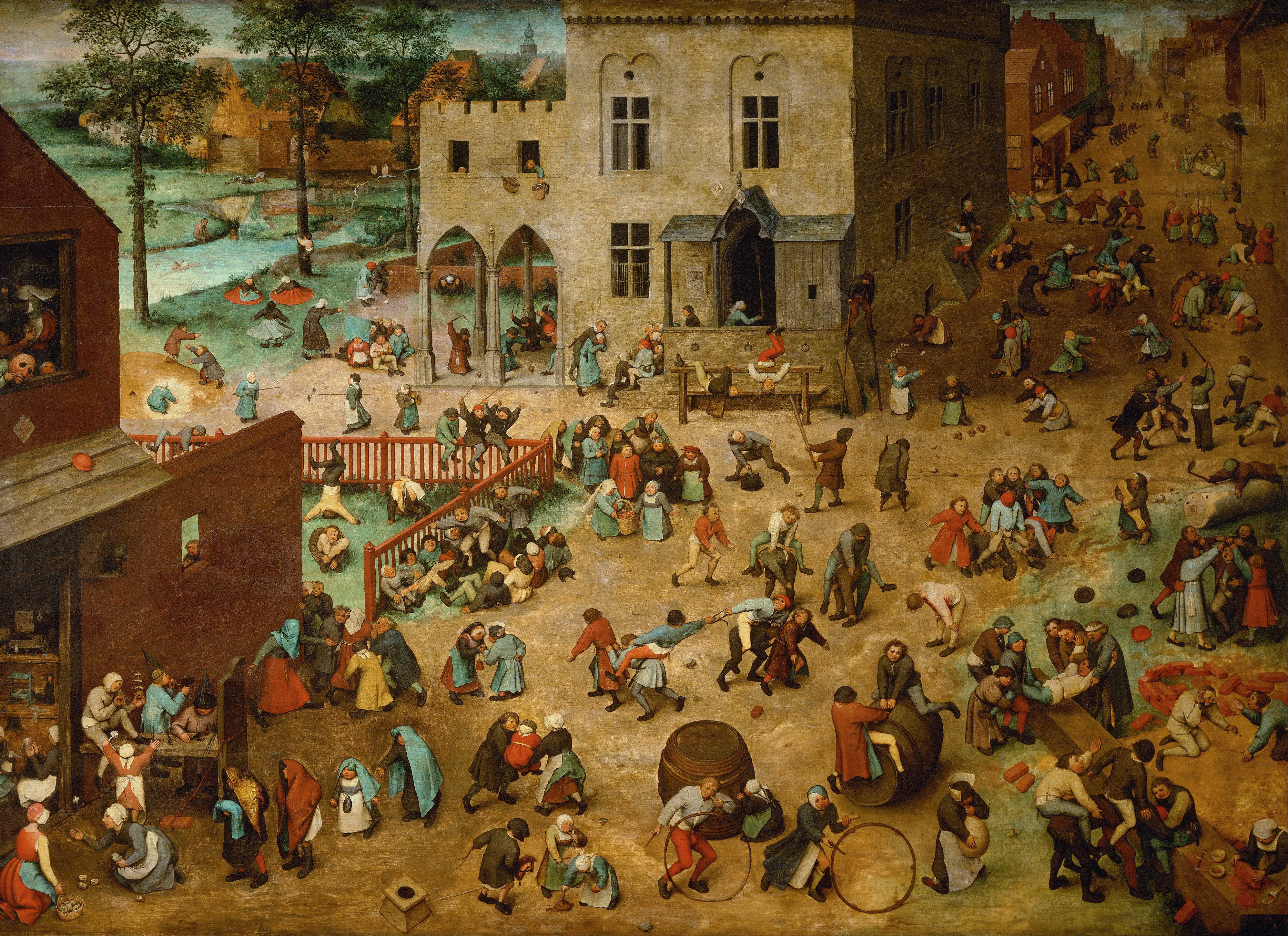
ピーテル・ブリューゲル 『子供の遊戯』
1560年に描かれた油彩画で、当時のヨーロッパにおける様々な遊びを網羅しようとした風俗画の傑作。

遊び（あそび、英語：play）は、知能を有する動物（ヒトを含む）が、生活的・生存上の実利の有無を問わず、心を満足させることを主たる目的として行うもの。基本的には、生命活動を維持するのに直接必要な食事・睡眠等や、自ら望んで行われない労働は含まない。類義語として遊戯（ゆうぎ）がある（詳細後述）。
遊びは、それを行う者に、充足感やストレスの解消、安らぎや高揚などといった様々な利益をもたらす。ただし、それに加わらない他者にとってその行動がどう作用するかは問わないのであり、たとえ他者への悪意に基づく行動であっても当人が遊びと認識するのであれば、当人に限ってそれは遊びとなる

## 遊びの語源
中国古代の哲人荘周の言行録である『莊子』には「遊」という字が106回使用されており、中国思想史の上で「遊び」という概念は『莊子』と密接な関係を持っている。『莊子』では、人間の心と世界（道）を結びつけて、何物にも囚われない主体的で自由な心の在り方を「遊び」と表現した。「遊戯」という言葉の初出として、司馬遷が『史記』老子韓非列傳で荘周を解説する中で綴った「我れ寧ろ汚瀆の中に游戲して自ら快し」という一文が挙げられる。その後、老荘思想の「遊び」の概念は禅宗の仏教哲学へと継承され、形骸化した外物を徹底的に排除する「遊戯三昧」へと展開した。これらの中国における「遊」の哲学は日本の仏教や芸術にも影響を与えている。
和語「あそび」の語源について定説というべきものは無いが、大喪儀の際などに殯（もがり）の神事に従事することを職とした品部である「遊部（あそびべ、あそべ）」 が古代に存在したことなどを論拠に、その本義を神道の神事に関わるものとする説がある。ただし、遊部を管掌した遊部君はその居住地や氏族の性格から鉱物採集・金属精錬にも従事したと見られため、「遊部」とは「阿蘇部」のことと考えられ、鳴釜神事に仕える吉備の阿曽女や吉備の鬼神である温羅の妻・阿曽媛と同じ、「ア」（接頭語）、「ソ」（金属・鉄）の意味であったと見る説もある。漢字の「遊」は、「辵」と「ゆれ動く」意と音とを示す「斿（ゆう）」によって構成され、「ゆっくり道を行く」意を持つと共に、「あそぶ」意をも表わしている。
遊戯（ゆうぎ、wikt）は、第1義に、遊びたわむれること。第2義には、子供たちが行う、音楽に合わせた踊りや運動であり、美化語で「おゆうぎ」とも言う。ただし、「ゆうぎ」と読むようになったのは明治時代以降であり、それ以前は「ゆげ」（ときに「ゆけ」）もしくは「ゆうげ」と読んでいた。

## 「遊び」にかかわる語
遊山（ゆさん、ゆうざん）は、他の語義もあるが、一義に、気の向くまま山野に出かけて遊ぶこと（現代日本語で言うところの、行楽、ピクニック、ハイキングに近い）、一義に、気晴らしに遊びに出かけることを言う。物見遊山（ものみゆさん）は、物見（見物）して遊山すること。気の向くままに見物して遊び歩くこと。春遊（しゅんゆう）は、野外に出かけて春を楽しむこと。以下は「遊」の原義に近い「道を行く」意が強まって、遊覧（ゆうらん）は、見物して回ることを、遊歴（ゆうれき）は、旅をして各地を巡ること を、漫遊（まんゆう）は、気の向くままに旅をして各地を巡ること を、吟遊（ぎんゆう）は、各地を巡りながら詩歌などを詠むこと を指す。外遊（がいゆう）は、外国を旅すること、外国に留学すること、および、昭和・平成時代に見られる用法としては、研究・視察・交渉等々何か重大な目的や使命を帯びて外国を旅することをも意味する。遊学（ゆうがく）は、故郷を離れて他の地域・他国で学問すること を意味する。
遊興（ゆうきょう）は、面白く遊ぶこと。遊び興じること。特に、料理屋や待合などで酒を飲んだりして遊ぶこと。または特に、酒と色事に興じること を意味する。

## 人間の遊び

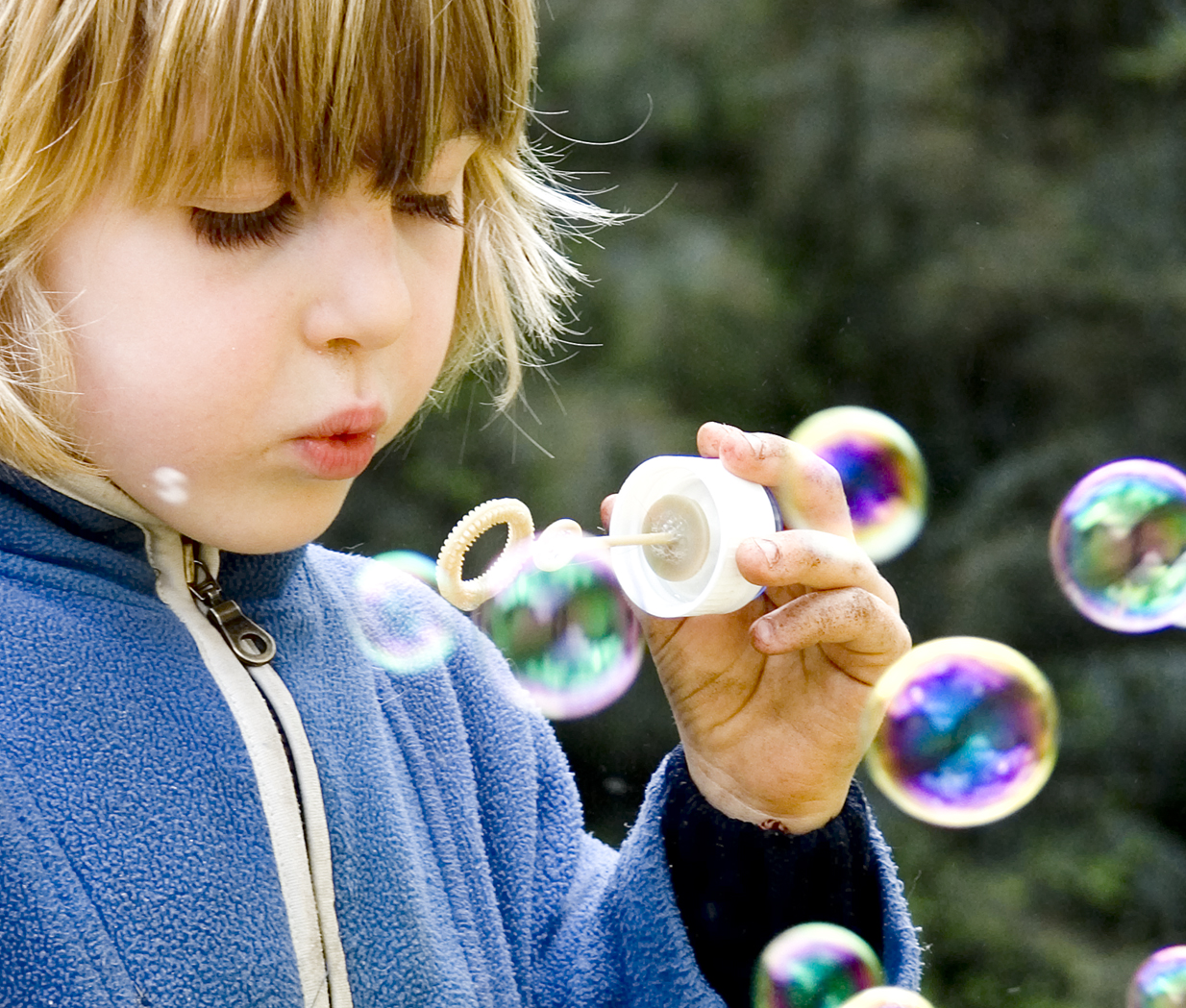
無邪気な遊び
シャボン玉を作って遊ぶ少女。このように、美意識や好奇心・探究心・想像力などといったものが楽しみの動機となっている遊びも多い。他にも例を挙げるなら、初めて磁石を手に入れた子供が身の周りのあらゆる物を「くっつくかどうか」確かめて回るのも、探究心が発露した遊びである。

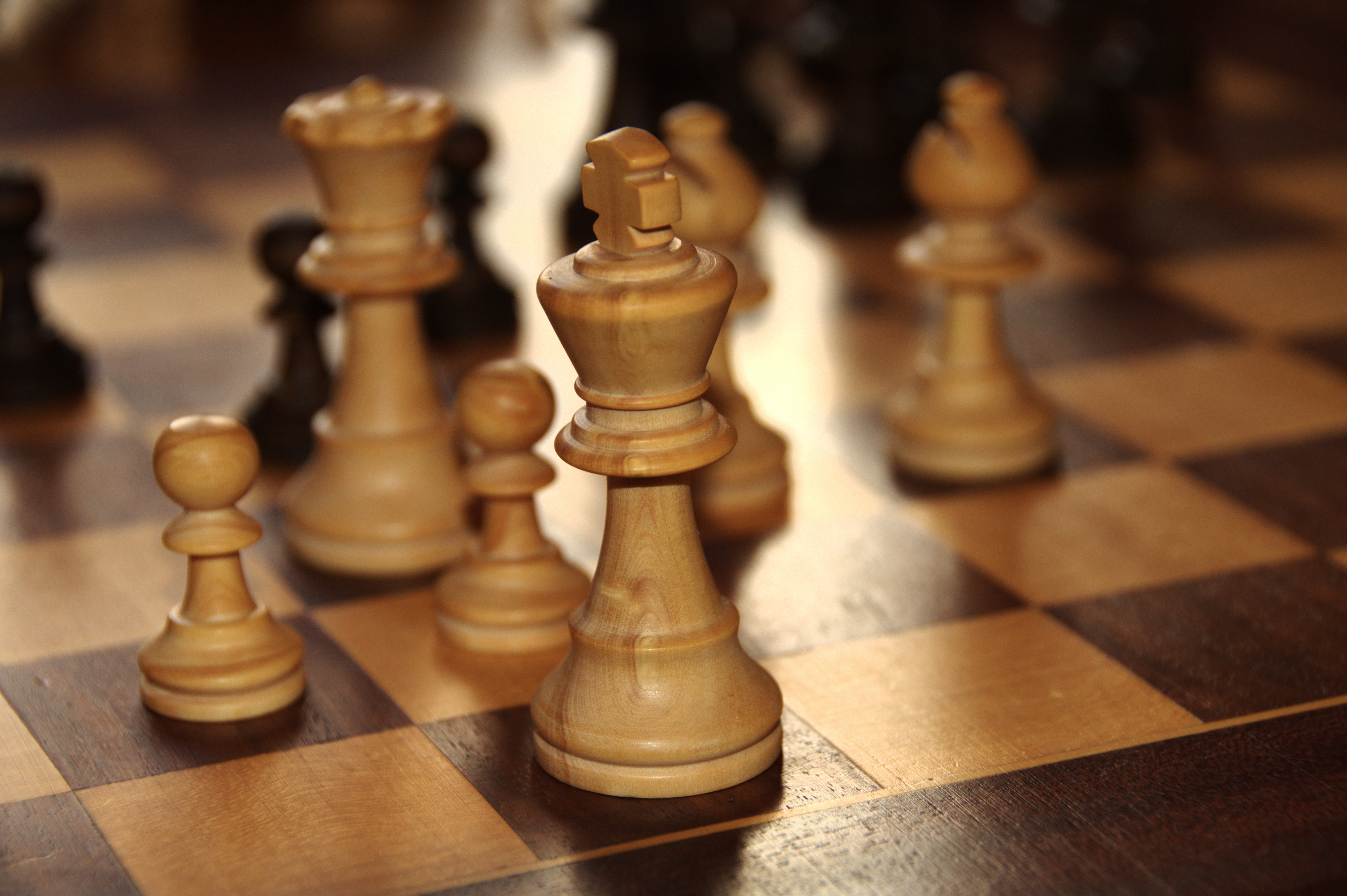
知能で優劣を競う遊び／チェス。

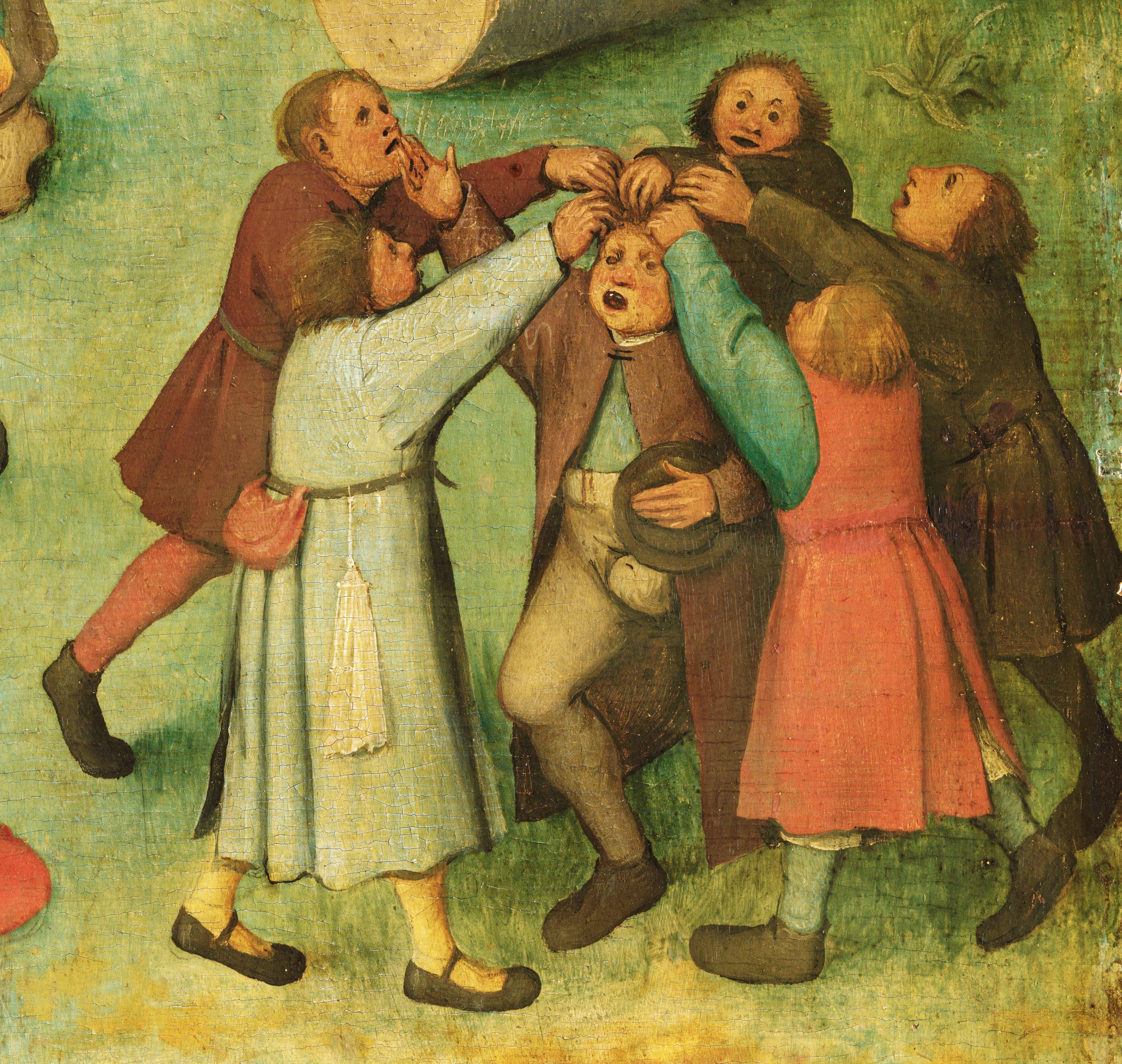
一方的かも知れない遊び
最上段に示した名画『子供の遊戯』の一部分。これは髪を引っ張り合う遊びを描いたものと解釈されているが、1人の男の子が集中的に攻められている。作者以外の何人も状況の真相を知り得ないことを前提として、一つの思考実験をするならば、攻められている子がこの状況を遊びと感じていないと仮定した場合、一転して、この光景はいじめの一場面ということになる。

遊びは、それ自体が人間（社会にあるヒト）にとって楽しい自己充足的行為の典型であって、それゆえ古くから多くの遊び論が叙述されてきた。なかでも、オランダの歴史家ヨハン・ホイジンガ（ハイツィンハ）とフランスの思想家ロジェ・カイヨワによる研究が古典的な論考として重要視される。また、遊びはさまざまな面において「人間性」ないし「人間性の本質」と関連づけて扱われる傾向がみられる。
ホイジンガは、人間を「ホモ・ルーデンス」（遊ぶひと、遊戯人）と呼び、遊び（ルードゥス）こそが他の動物と人間とを分かつものであり、政治、法律、宗教、学問、スポーツなど、人間の文化はすべて「遊びの精神」から生まれた、あるいは、あらゆる人間文化は遊びのなかにおいて、遊びとして発生し、展開してきたものであると主張した。
他の高度な知能を有する動物に比べて、ヒトは特に遊びが多様化・複雑化しており、生物として成熟した後も遊びを多く行ない、生存にはまったく不要と思われるような行動も多く見受けられる。これを他の動物ないし生物との区別と捉える考えがある。遊びは大きな文化として確立しており、また商品の売り手にとっても市場を左右する要因としても重要である。個人の日常化した遊びを特に趣味と呼ばれる。訓練や学習など、他者から強要されることに苦痛がともなうこともある営みも、遊びのなかで習得していくことは楽しいとされ、それゆえ、これらに「遊び」の要素が取り入れられることがある。
ホイジンガは著書『ホモ・ルーデンス』 で、子供の遊びだけでなく、企業活動、議論、戦争、人間の活動のあらゆる局面に遊びのようなルールと開始と終わりのあるゲーム的性格が見られると指摘し、「人は遊ぶ存在である」と述べた。フリードリッヒ・シラーも、「人は遊びの中で完全に人である」という有名な言葉を著書『人間の美的教育について』において残している。

### 「遊び」の特質
フランスのロジェ・カイヨワはホイジンガ『ホモ・ルーデンス』から大きな影響を受け、『遊びと人間』 を執筆した。彼は、遊びのすべてに通じる不変の性質として競争・運・模擬・眩暈を提示している。また、カイヨワによれば、「遊び」とは以下のような諸特徴を有する行為である。
1. 自由意思にもとづいておこなわれる。
2. 他の行為から空間的にも時間的にも隔離されている。
3. 結果がどうなるか未確定である。
4. 非生産的である。
5. ルールが存在する。
6. 生活上どうしてもそれがなければならないとは考えられていない。

人はなぜ、どうしてもしなければならないわけでもない「非生産的なこと」をわざわざやるのかということに対する答えとしては、自身の有する技術的・知的・身体的・精神的能力を最大限に無駄遣いしたいためであるという説明がなされる。そしてカイヨワは、これは人間が慢性的にエネルギー過剰の状態にあって、生存するのに必要不可欠な量を超えた過剰なエネルギーを発散する必要があるためであるとし、こうしたエネルギーの無駄遣いから遊びが生まれ、さらにそこから人間の文化が生まれてきたのだと唱えた。

### 「遊び」の類型
カイヨワは『遊びと人間』のなかで、遊びを次の4つの要素に分類している。
- アゴン（競争）：運動や格闘技、子供のかけっこ、ほか。
- アレア（偶然）：くじ（宝くじなど）、じゃんけん、サイコロ遊び、賭博（ルーレット・競馬など）、ほか。
- ミミクリ（模倣）：演劇、絵画、カラオケ、物真似、積み木、ごっこ遊び（ままごとなど）、ほか。
- イリンクス（めまい）：メリーゴーランド、ジェットコースター、ブランコ、スキー、ほか。

ほとんどのスポーツ、チェス・将棋・囲碁・リバーシなどのボードゲーム（マインドスポーツ）、クイズなどの知的ゲームはアゴンに属し、ホイジンガは、学問や政治はアゴンの進化したものととらえる。この4類型を複合させることも可能であり、たとえば、麻雀やトランプはアゴンとアレアがミックスされたものであるといえる。
また、それぞれの類型においてルドゥスとパイディアという2つのモード（スタイル、様式）があり、前者は確然としたルール的制約の存在するものであり、後者はルールらしいルールがなく、あってもごく緩やかなものである。同じアゴンであってもボクシングや柔道、レスリングはルドゥスに属するのに対し、ただの取っ組み合いはパイディアである。
一面において、「遊び」は人生に不可欠の資質がベースとなっている。アゴンは闘争本能、アレアは決断力や胆力、ミミクリは模倣本能、イリンクスは不快感にたえる忍耐力を必要とする。したがって、「遊び」はこうした人生に不可欠な資質を無駄遣いしながら、それを鍛錬する場ともなっている。

### 遊びと発達
遊びが人生に不可欠の資質を鍛錬する場でもあるということから、「子どもの仕事は遊ぶことである」といわれることが多いように、子どもの発達に特に重要な意味をもっている。運動能力や知的能力を競うことでこれらの能力が発達していくと同時に闘争本能も磨かれる。その一方で「勝っておごらず、負けて悔やまず」というおおらかな人生態度も学ばなければならない。そしてまた、多くの遊びには大なり小なりのルールがあるので、ルールにしたがうフェアプレイの精神が培われ、ルールがあるからこそ社会が成り立っていることを知らなければならない。喧嘩にも作法があることを学ばなければならないのである。
発達心理学においては、遊びの発達は社会性の発達と関わっていると報告されている。子どもの遊びの様態を観察した結果、
乳児期の遊びの始まりは探索行動と遊びの転換現象に見られる。乳児は新奇なものを与えられると、はじめは警戒し、次におずおずと触り始め、叩いたり舐めたりし探索する。一通りの探索を終えて対象の正体に安心を覚えると、叩きつけて音を出すなど同じ行動繰り返すようになり、笑顔や笑い声を出すようになる。
子どもは「一人遊び」（solitary play）をするが、やがて同じ年頃の子どもと並んで、しかし関わり合わずに遊ぶ「平行遊び」（parallel play）が見受けられるようになり、やがて他人と協働して行う「協力遊び」（cooperative play）へと移行することが確認されている。兄弟などで遊んでいると、上の子が遊んでいるときに下の子が乱入してきて上の子が怒る、といった場面が見受けられるが、下の子を入れてあげられるようになるためにはある程度自分の遊びが確立していなければならない。また、プレイルームでの観察によると、3歳児など年齢が低い場合、いろいろな遊びをつまみ食いするようにして室内を移動していくが、年齢が上がって4,5歳になると、いくつかの遊びに腰をすえて取り組んでいけるようになる。幼児の注意持続時間も年齢とともに上がっていくので、一見移り気な3歳児の行動は年齢相応の注意や興味の持続とも関係があると思われる。
小学校3～5年生ぐらいはギャングエイジと言って、決まったメンバーでの「群れ遊び」が多くなる。単なる鬼ごっこ・ヒーローごっこ・砂場遊びではなく、ドロケイ・ハンドベースなどルールが複雑な遊びをしたり、秘密基地などを作って遊んだりする。そういった仲間での遊び・ケンカを通じて、子供達は社会性を学んでいく。しかし最近は都市化や塾・習い事・スポーツで忙しくなり、遊びの3間（時間・空間・仲間）が失われている。そのため遊んだとしても少人数でゲーム・おしゃべりで、ギャングエイジが喪失している。ギャングエイジを経験しないと思春期以降につまずきやすく、特に男子が弱くなったと言われている。※また不良グループは、遅れてやってきたギャングエイジとも言われている。

#### 幼児のごっこ遊び
ごっこ遊びは、ふり（pretending)とごっこ遊び（make believe）に分けられる。ふりは、ふり行動（pretend behavior）とも呼ばれるが、日本ではみたて（見立て）といわれる。Aを「B」と見なすためである。小石を「あめ玉」と見立てて遊んだり、コップに泥水を入れて「ジュース」と呼ぶような行動がそれである。物を物としてしか扱えない感覚運動期（乳児期）から、物を別の物として扱える表象（representation）の時期に入ったことを示している。。
3歳以降にはふり行動に物語性が加わり、ごっこ遊びらしくなってくる。また、以前には親の促しや代弁によって成り立っていたふり行動が、主として子どもの力で展開するようになるのもこの時期からである。

#### 幼児の行うルール遊び
子どもの遊びにはさまざまなものがある。ここではルールが明確なオニごっこについて記述する。

##### 1-2歳児が行うルールのある遊び
1対1のオニごっこが基本である。ルールとしては、オニが逃げるコを追いかけて捕まえるという遊びである。保護者や保育士といった大人が子どもを追いかけて、捕まえることが多い。繰り返して遊び、ルールの上では終わりがない。疲れるか、飽きるまで行われる。
子ども同士で遊ぶ場合、目印が必要なこともある。目印の例として、タオルをズボンにはさんでしっぽにするなどがある。しっぽをとられたら終わりなので、しっぽオニと呼ばれることもある。オニのお面をつけることも役割を意識させる上で有効である。逃げるコには、誰がオニかわかるため逃げやすい。また、オニ（オニの役割）ができなくて、コといっしょに逃げてしまう子どもやみんなが自分から逃げるから泣いてしまう子どもにとって、お面をつけることでオニ意識（役割意識）を持つ手助けとなる。大人は、オニのしぐさをしたり、「ガオー」という声をつけてオニであることを示す必要がある。この年齢の子どもは、目印がないと役割（オニ、コ）を維持できない。
また、オニにつかまると本当に泣いてしまったり、逆にオニに殴りかかったりする子どももいる。役割（ごっこ）の要素が強く、タッチされるだけでオニとコの役割を交代するのはまだ難しい。

##### 3歳ごろからのルール遊び
オニがコを捕まえる点は変わらないが、逃げるコは3 - 10人になる。集団遊びと言われるようになる。オニの数が増えたり（手つなぎオニ）、捕まると除外されたり（ためおに）、捕まった子どもを助けるルールが追加される（助けオニ）などの発展をする。地域によって名称やルールは異なるが、代表的な遊びをあげる。
高おに：オニは1人。高いところにいるときは捕まらない。
すわりおに：オニは1人。座っていると捕まらない。
鉄おに：オニは1人。鉄に触っていると捕まらない。
色おに：オニは1人。指定された色に触っていると捕まらない。
かくれんぼ：オニは1人。隠れている者を見つける。見つかると終わるまで遊びから除外される。溜めオニの一種。
ためおに：オニは1人。捕まったら牢屋などに入れられ、終わるまで遊びから除外される。
手つなぎおに：オニは1人から複数へ。捕まったらオニといっしょに手をつなぎオニとなる。
どろけい（どろぼうとけいさつ）：警察と泥棒の2つのチーム。捕まっても助けることができる。
ネコとネズミ：ネコとネズミの2つの集団。捕まっても助けることができる。
これらの遊びは、ルールの違いによって3種類に分けることができる。
安全地帯のある遊び
高オニから色オニまでの4つは、何かしていれば捕まらないという安全地帯が入った遊びである。集団で遊ぶが、基本的にはオニとコの1対1の遊びである。オニはコの誰か1人を捕まえれば交代することができ、コは自分が捕まらなければよいのである。ただ、コは誰がオニになったのか常に注意しなければならない。ルール上、遊びの終わりはないため疲れるか、飽きるまで行われる。遊ぶ人数は、多くて10人であり、ふつう4 - 5人である。
安全地帯というルールが入っているが、コが安全地帯から離れなければ遊びは成り立たない。コを安全地帯から離すために10数えるうちに別の場所に逃げなければならないという10秒ルールが導入されることが多い。また、オニが遠くにいる時、あえて安全地帯を離れて、はやし立てる場合もある。
オニがコを全員捕まえる遊び
かくれんぼから手つなぎオニは、オニがコを全員捕まえる遊びである。コは、自分が最後まで捕まらなければよい。そのためオニもコも集団全体を意識することが必要となる。遊びの終わり方が、ルール上はっきりしている。コは、捕まると遊びから除外されて減ってゆくので、人数が多くとも遊ぶことができる。遊びを指導する際は、最後まで捕まらなかった子を「チャンピオン」として褒めることで、子どもたちは最後まで逃げようとがんばるようになる。
助けオニ
どろけい（けいどろ、泥棒と警察）やネコとネズミは、集団意識が明確でチーム対チームの戦いとなる。オニは複数でチームを作り、コの全員を捕まえるという目的がある。コは、コ全員が捕まらないようにするという目的があり、助けに行くことができる。したがってルールの上で遊びの終わりは明確だが、オニチームの守りが下手だったり、コのチームの作戦がうまい場合は終わらないこともある。コを全員捕まえられない場合は、オニが降参して終わる。
オニチームは捕まえにゆく役割と牢屋を守る役割に分かれる。挟み撃ちや包囲などの作戦も使うようになる。コ側は、捕まったコを助けるために囮（おとり）を使ったり、オニのふりをして近づくなどの作戦を立てる。
かつては「水雷艦長」や「駆逐水雷」と呼ばれる水雷艇と駆逐艦と戦艦の三つ巴の遊びへ発展したこともあったが、現在ではドッジボール、サッカーなどのルールが明確なスポーツで遊ぶようになった。。

### 商品化される遊び

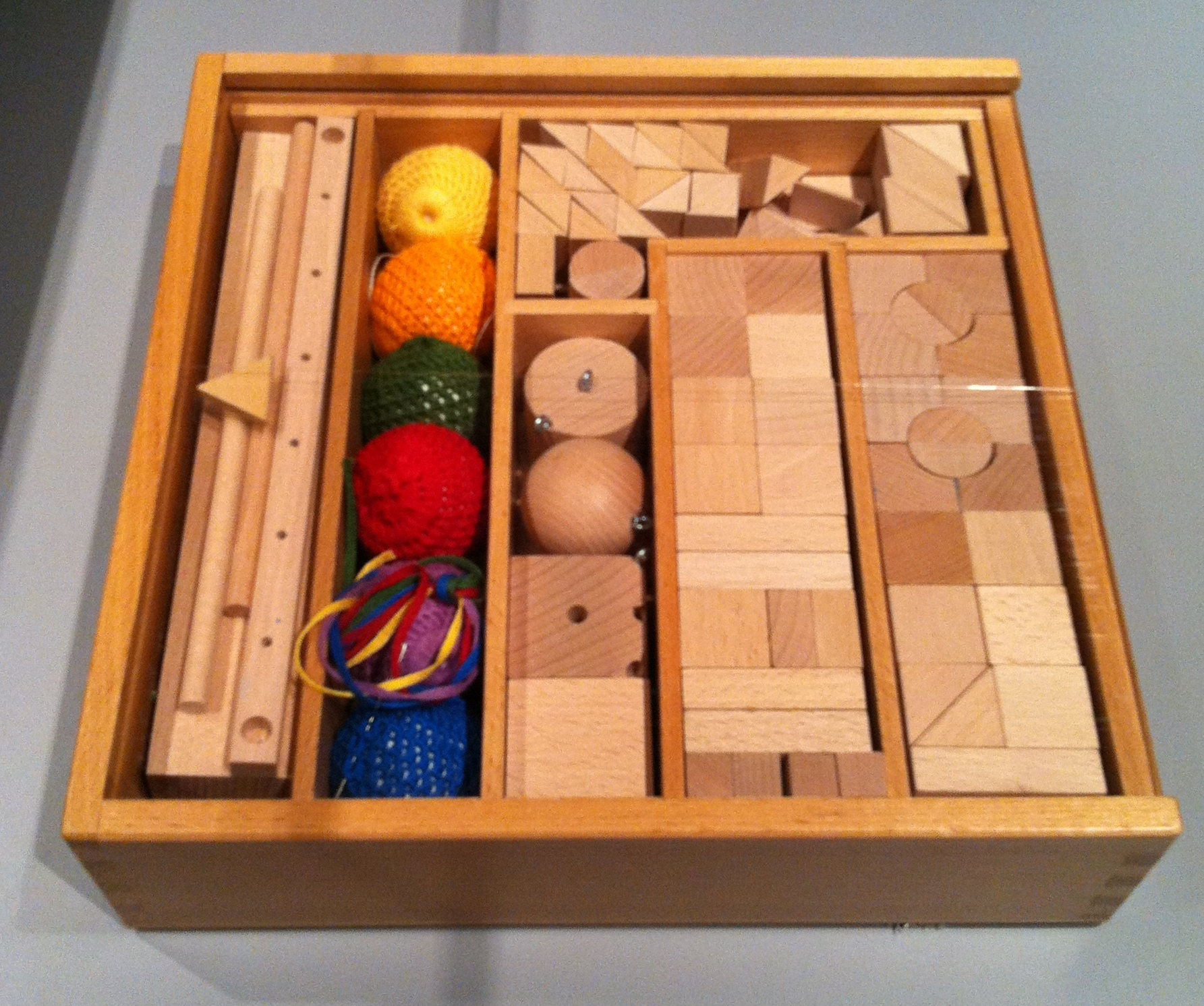
知育玩具の祖型のひとつ、フリードリヒ・フレーベル考案の「恩物」

人間が行う遊びは非常に多岐にわたっており、自然発生的に形成され、世代や地域ごとに伝えられていくものと、パッケージ化・商品化して提供されるものがある。パッケージ化された電動式の玩具・キャラクター物などは、人間の創造力の成長を阻害するとして批判の対象にされることもある。
またゲームなどは一人で遊べる・友達と一緒でもコミュニケーションが少なくなるなど、社会性の発達を阻害していると言われている。男子のゲーム依存・女子のスマホ依存（LINE・SNS）は、教育現場において問題になっている。思春期以降になるとファーストフード店でのお喋り・ショッピングやゲームセンター・カラオケ・遊園地など、商品化された遊びが中心になっていく。社会人になると飲み会・旅行・イベント・デートが中心になり、子供ができると遊びを提供する立場になる。職場・顧客・親戚との付き合いなど義務的な遊びも増え、婚活デートなどは遊びというより結婚するための手段になっている。※そのなかでもサークル活動は、商品化・義務化の影響は小さいと言える。ボランティア活動・宗教活動・地域コミュニティーなども、広義には遊びに含まれる。
一方で広大で多様な市場を形成しており、いわゆる玩具など遊びに用いる器具は、素朴なものから複雑で最新の技術を導入したものまで、様々な物品が流通している。また、この玩具と遊びを通して教育や能力開発を行おうという考え方もあり、知育玩具のように遊びを通して成長を促そうという分野も存在する。

## 人間以外の動物の遊び

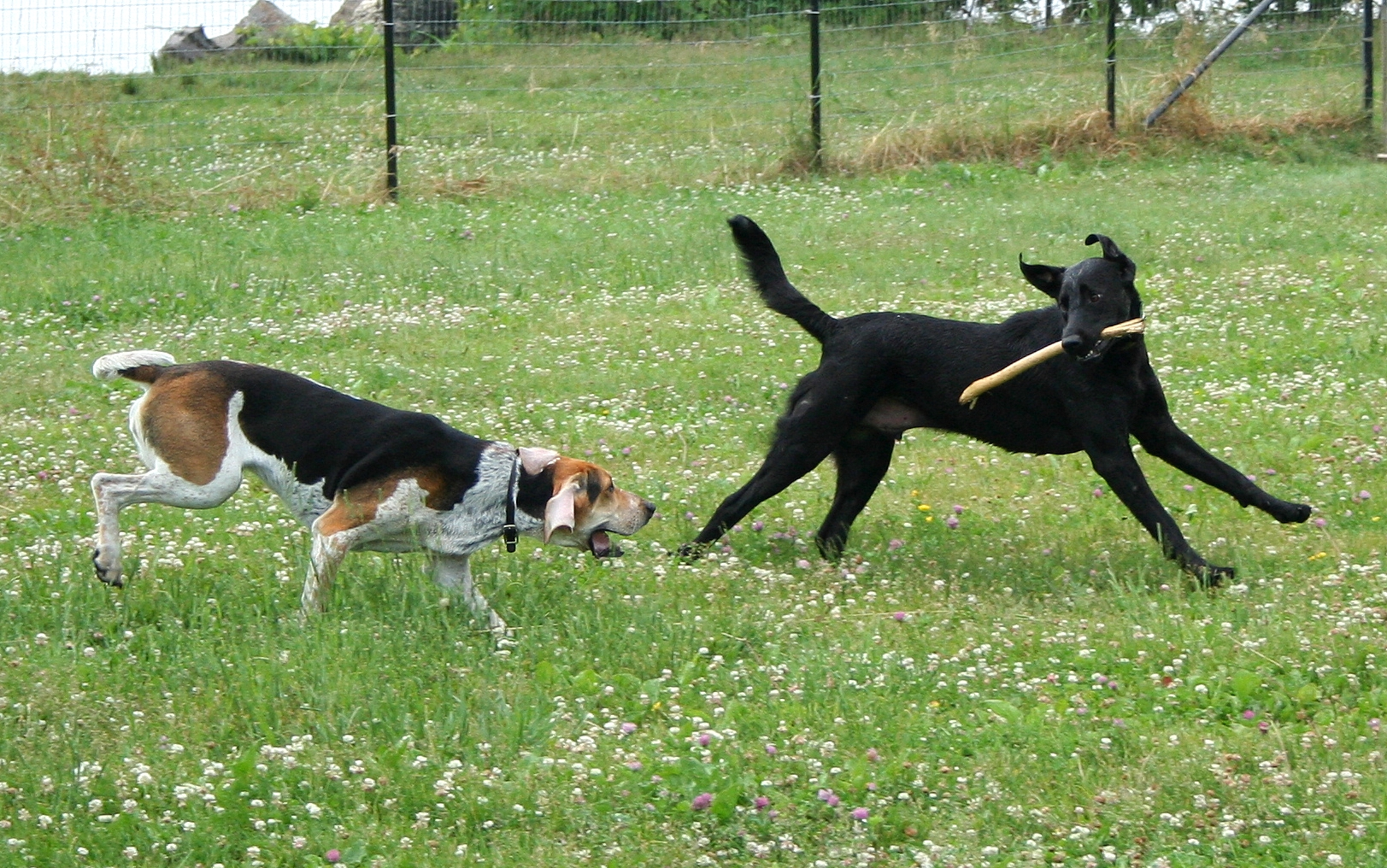
本能に裏打ちされた遊び
犬たちは棒切れで遊びまわり、それとは知らぬまま、生活に欠かせない運動能力や狩りの技術の習得あるいは鍛錬に励む。ここでは棒切れが遊び道具であるが、狩りをする野生動物であれば獲物がそれに当たることも多い。

遊び行動 は、高度な知能を具えた動物において、成長途上にある個体に多く見られるほか、成熟個体にも少なからず見られるものである。
これは、動物が生きてゆく上で必要な身体能力（筋力・心肺能力〈持久力〉・運動能力等を意味する体力、免疫力等を意味する基礎的体力）・知識・経験などを、おのずから習得する、あるいは鍛錬するために具わった性質と考えられる。動物は遊びのなかで狩りやコミュニケーションの方法を学んでゆく。ヒトは成熟後も遊びを行なうのが一般的である一方、ヒト以外の動物は成熟するとあまり遊ばなくなると言われてきたが、必ずしも研究者はそのようには捉えていない。また、家畜化およびペット化された動物、特にイヌやネコなどは、成熟後も遊びたがる傾向があるように見える。イヌやオオカミ等は遊びを通じて、互酬性と公正性の社会規範を教えられる。。
野生動物でも、遊び行動は哺乳類と鳥類に広く見られ、成熟した個体であってもそれが見られる。哺乳類の中でも霊長類はよく遊び、霊長類の中でも類人猿はよく遊ぶ。哺乳類では他に、クジラはよく遊び、クジラの中でもハクジラ類がよく遊ぶが、ハクジラ類の中でもイルカの遊び行動は観察機会が多いこともあってか一般にまで広く知られている。現生ゾウ目（長鼻目）のゾウ2属（ロクソドンタ属〈アフリカゾウ属〉とエレファス属〈アジアゾウ属〉）もよく遊ぶ。また、デグーのような一部の齧歯類でも「物体遊びである可能性がある行動」が確かめられている。

### 霊長類の遊び
霊長類（霊長目、サル目）の遊びは、その形態的特徴から、「運動遊び (locomotor play, locomotor-rotational play, exercise play)」、「物体遊び (object play)」、激しく取っ組み合う「闘争遊び (play-fighting, rough and tumble play)」、ごっこ遊びに代表される「想像的な遊び (pretend play, fantasy play, imaginative play, symbolic play)」等に大別することができ、他にも、未成熟個体による擬似性行動や子守り行動を遊びと見なす研究者もいる。
他者と遊ぶにあたって、掴む、叩く、突き放す、蹴る、咬む、追う、逃げるなどといった闘争時にこそ執ることの多い行動に及ぶ際は、「本気ではない」旨を確実に伝えておくことが必要不可欠であり、このような遊びのためのシグナル（プレイシグナル、プレイマーカー）として、最も明瞭なものに、遊び顔、遊び声、および、遊びたいとき以外で使われることのない特別な行動がある。

### 鳥類の遊び
鳥類では、オウム目 はよく遊ぶことで知られている。スズメ目に属する数科もよく遊ぶが、中でもカラス科はよく遊び、カラス科の中でもカラス属はよく遊ぶことで知られている（観察機会が多いこともあって一般にも広く知られている）。